# Армія Радянської Латвії (РСЧА)
Армія Радянської Латвії (латис. Padomju Latvijas armija) — оперативно-тактичне об'єднання РСЧА РРФСР, сформоване під час Громадянської війни в Росії.

## Формування

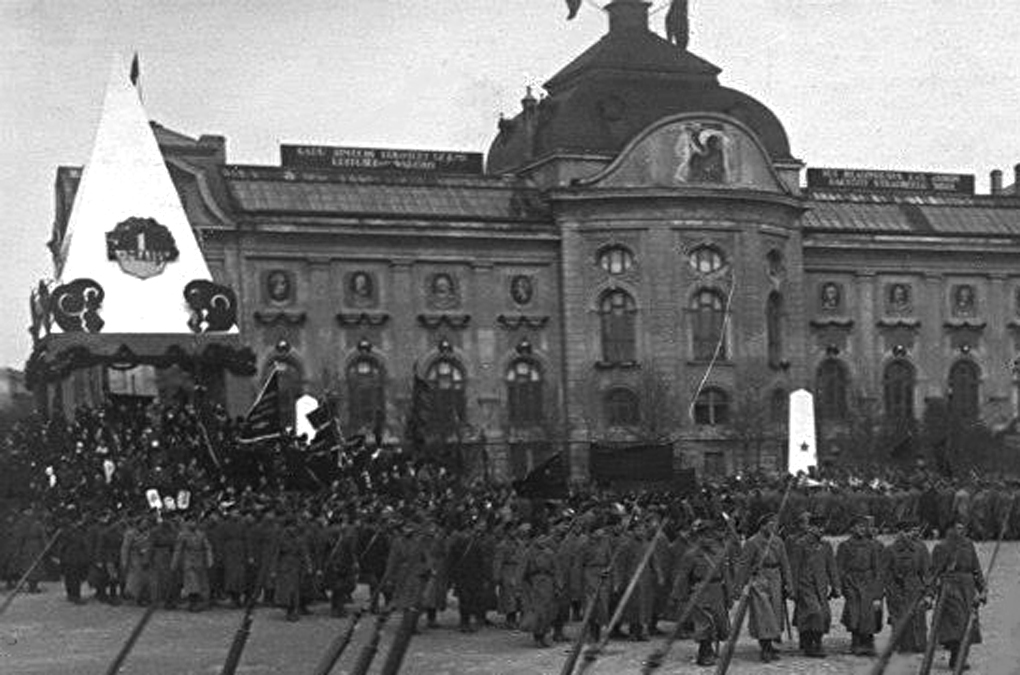
Солдати армії радянської Латвії на параді 1 травня 1919 року в Ризі

Директивою Головкому № 436/ш від 8 грудня 1918 року було створено «Армійська група військ Латвії» у складі Західної армії. Відповідно до директиви Головкому № 539/ш від 27 грудня 1918 року група наказом військам  Північного фронту № 0752 від 29 грудня 1918 включалася до складу  7-ї армії.
Постановою РВРР від 4 січня 1919 року «група військ Латвії» реорганізована в Армію Радянської Латвії, директивою Головкому № 606/ш від 5 січня 1919 року вона підпорядковувалася безпосередньо Головкому.
Директивою Головкому № 578/оп 771/ш від 6 лютого 1919 року армія в оперативному відношенні була підпорядкована командуванню  Північного фронту, а з 19 лютого 1919 року увійшла до складу новоствореного  Західного фронту (директива Головкому № 795/ш від 12 лютого 1919 року).
Директивою Головкому № 2188/оп від 7 червня 1919 року Армія Радянської Латвії була перейменована в 15-ту армію (РРФСР).
Штаб армії дислокувався у Двінську (сучасне місто Даугавпілс, Латвія) .

## Склад
До складу армії входили:
- Управління (штаб)
- 1-ша стрілецька дивізія Армії Радянської Латвії (січень-червень 1919)
- Особлива міжнародна дивізія (з 12 лютого 1919 року - 2-га стрілецька дивізія Армії Радянської Латвії) (січень-червень 1919)
- 2-я Новгородська стрілецька дивізія (січень 1919)
- Литовська стрілецька дивізія (травень 1919)
- Алуксненська (Марієнбурзька) група військ (травень-червень 1919)

## Бойові дії
Сформована відразу ж після заняття радянськими військами міста Рига, армія протягом січня продовжувала наступальну операцію на території Латвії проти білогвардійців, німецьких військ і армії Латвійської республіки. До кінця січня війська Латвійської СРР оволоділи всією територією Латвії, за винятком району Лібави. З лютого 1919 року радянські війська перейшли до оборони, причому Армії Радянської Латвії довелося вести бої й проти естонської армії, виділяючи на свій правий фланг значні сили. Це пояснювалося невдачами радянської Естляндської армії (РСЧА) в боях з військами естонського Тимчасового уряду Естонії в лютому 1919 року.
У зв'язку з виданням декрету ВЦВК від 1 червня 1919 року «Про об'єднання радянських республік Росії, України, Латвії, Литви і Білорусії для боротьби з міжнародним імперіалізмом» Армія Радянської Латвії увійшла до складу Червоної армії і отримала загальноросійський номер «15».

## Командний склад
Командувачі
- 06.01.1919 — 10.03.1919 Вацетіс Іоаким Іоакимович
- 10.03.1919 — 07.06.1919 Славен Петро Антонович

Члени РВР
- 06.01.1919 — 31.05.1919 Авен Петро Якович (заст. командувача)
- 12.01.1919 — 07.06.1919 Дауман Анс Ернестович
- 12.01.1919 — 10.03.1919 Пече Ян Якович
- 21.01.1919 — 10.03.1919 Стігга Оскар Ансович
- 22.02.1919 — 10.03.1919 Тупін Я. Я.
- 15.03.1919 — 31.05.1919 Баузе Роберт Петрович
- 15.03.1919 — 07.06.1919 Данішевський Карл Юлій Христіанович (голова РВР)
- 15.03.1919 — 07.06.1919 Петерсон Карл Андрійович
- 9.04.1919 — 20.02.1920 Ленцман Ян Давидович
- 9.04.1919 — 22.06.1919 Межин Юрій Юрійович
- 22.06.1919 — 23.09.1919 Васильєв-Южин Михайло Іванович
- 4.06.1920 — 20.06.1920 Мехоношин Костянтин Олександрович
- 9.06.1920 — 26.09.1920 Розенгольц Аркадій Павлович
- 5.07.1920 — 26.09.1920 Нацаренус Сергій Петрович
- 19.06.1919 — 05.07.1920 Тихменєв Микола Сергійович
- 29.08.1920 — 26.12.1920 Лашевич Михайло Михайлович
- 10.11.1920 — 26.12.1920 Веснік Яків Ілліч

Начальник штаба:
- 06.01.1919 — 07.06.1919 Майгур Парфеній Матвійович